# Циганска поезија (књига)
Циганска поезија је збирка ромске поезије коју је сакупио и превео Раде Ухлик, препевао и допевао Бранко В. Радичевић, објављена 1982. године у издању издавачке куће "Вук Караџић" из Београда.

## О ауторима

### Сакупљач и преводилац
Циганску поезију је сакупио и превео Раде Ухлик (1899-1991), ромолог, лингвиста, хуманиста и академик. Написао је десетине књига и чланака о Ромима, ромској култури и језику.

### Препев
Циганску поезију је препевао и допевао Бранко В. Радичевић (1925–2001), књижевник, песник, романсијер, новинар и дечји писац. Објавио је преко сто наслова песама, приповедака, романа и књига за децу.

### Ликовна опрема
Ликовно обогатио збирку Тома Богдановић, а ликовно-графичку опрему урадио Раде Ранчић.

## О књизи
Циганске песме штампане у овој књизи су годинама записиване. Казивали су их сами певачи Радету Ухлику, досећајући се, импровизујући. Због тога забележене песме нису увек биле истоветне са оригиналом. Требало је интервенисати, додавати и одузимати, али сачувати дух ове врсте поезије. Циљ је био афирмисати циганску поезију, сачувати је од заборава.
Књига песама Рома, први пу се појавила 1957. године у издању "Свјетлости" из Сарајева, под истим називом. Књига Циганска поезија је допуњено издање новим песмама. Повећана је за преко стотину нових песама. Године 1979. на Конгресу Рома који је одржан у Швајцарској, Роми целог света су прихватили јединствено име Ром за припаднике свог народа. Из тог разлога аутори књиге су се двоумили да ли да јој промене име, али су се одлучили за стари назив.
На корицама књиге налази се стих из песме Молба:
| „ | учини љубав несрећном Циганину: нека сав свет помре, а ти, Боже, преживи. и памет у главу кад изнова свет ствараш. | ” |